# Euthyneura myrtilli
Euthyneura myrtilli är en tvåvingeart som beskrevs av Macquart 1836. Euthyneura myrtilli ingår i släktet Euthyneura och familjen puckeldansflugor. Arten är reproducerande i Sverige. Inga underarter finns listade i Catalogue of Life.